# Poche (billard)
Pour les articles homonymes, voir Poche.
 (octobre 2024).
Si vous disposez d'ouvrages ou d'articles de référence ou si vous connaissez des sites web de qualité traitant du thème abordé ici, merci de compléter l'article en donnant les références utiles à sa vérifiabilité et en les liant à la section « Notes et références ».

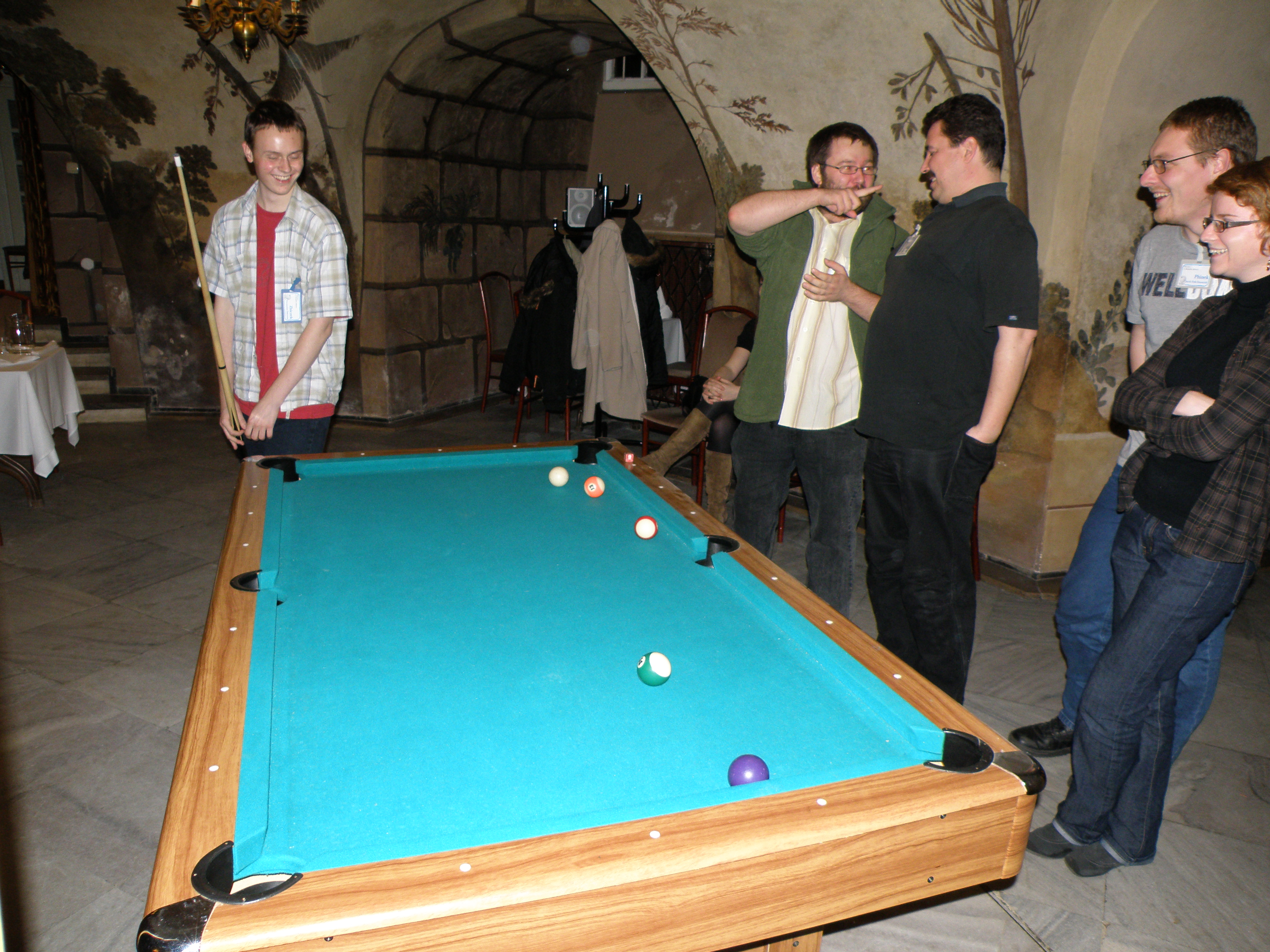
Table de billard à poches.

Sur une table de billard, les poches sont les six orifices situés en coin et au milieu de la longueur de la table (quatre poches d’angle et deux poches de côté), dans lesquels les billes doivent tomber.
L’objectif et de faire tomber les billes visées dans ces poches selon des règles précises qui dépendent du type de jeu. Les jeux de billard à poches les plus connus sont le snooker, le billard anglais et le billard américain (pool).
Le jeu de billard à poches s'oppose au jeu de billard français (carambole), dans lequel la table est dépourvue de trous.